# مارجورى وود
مارجورى وود (بالإنجليزية: Marjorie Wood)‏ هي ممثلة بريطانية (وحملت سابقاً جنسية المملكة المتحدة لبريطانيا العظمى وأيرلندا)، ولدت في 5 سبتمبر 1882 بلندن في المملكة المتحدة، وتوفيت في 9 نوفمبر 1955 في الولايات المتحدة.

## أعمال

### أفلام
- (1940) كبرياء وتحامل

## وصلات خارجية
- مارجورى وود على موقع IMDb (الإنجليزية)
- مارجورى وود على موقع ألو سيني (الفرنسية)
- مارجورى وود على موقع أول موفي (الإنجليزية)
- مارجورى وود على موقع قاعدة بيانات برودواي على الإنترنت (الإنجليزية)
- مارجورى وود على موقع قاعدة بيانات الأفلام السويدية (السويدية)
- مارجورى وود على موقع قاعدة بيانات الفيلم (الإنجليزية)
- مارجورى وود على موقع كينوبويسك (الروسية)